# ダブルチーム
ダブルチームとはスポーツの用語。

## 概要

### バスケットボール
バスケットボールでは1人の選手に対して2人の選手がディフェンスをすること。ディフェンスをする際に、ある一人の選手のオフェンス力が高い場合、ダブルチームをすることでオフェンスを止めることを目的とする。しかし、残りの選手はオフェンス側が4人、ディフェンス側が3人となるため、ディフェンス側としては他の選手のディフェンスが手薄になりやすい。ディフェンス側の他の3人がマンツーマンディフェンスをした場合、オフェンス側は1人がフリーになる。
関連用語として1人の選手に3人の選手がディフェンスをすることをトリプルチームと呼ぶ。

### プロレス
プロレスではタッグマッチにおいて2人の選手が1人の相手に対して合体攻撃を行うこと。